# Passe-passe (film, 2008)
Pour les articles homonymes, voir Passe-passe.
Pour plus de détails, voir Fiche technique et Distribution.
Passe-passe est un film franco-sud-coréen  écrit et réalisé par Tonie Marshall sorti le 16 avril 2008 en France.

## Synopsis
Un voleur de voitures et une bourgeoise ayant dérobé une grosse somme d'argent se retrouvent à faire la route ensemble.

## Fiche technique
- Titre : Passe-passe
- Réalisation et scénario : Tonie Marshall
- Décors : Pierre-François Limbosch
- Costumes : Catherine Bouchard
- Photographie : Christophe Offenstein
- Montage : Jacques Comets
- Maquillage : Julie Brenot
- Casting : Nicolas Ronchi
- Musique : David Hadjadj et Jérôme Rebotier
- Producteurs : Olivier Bomsel, Tonie Marshall et Alain Peyrollaz
- Distribution : Warner Bros., Audio Visual Entertainment
- Pays d’origine :  France,  Corée du Sud
- Langue : français, coréen
- Format : couleur, 2.35:1
- Genre : comédie
- Son : Dolby Digital DTS
- Sociétés de production : Tabo Tabo Films, France 3 Cinéma, Rhône-Alpes Cinéma, Saga Productions, Sofica Europacorp, Sofica Valor 7, CNC, Région Rhône-Alpes
- Durée : 93 minutes
- Date de sortie : 
  - France : 16 avril 2008
- Budget : 5.63M€
- Box-office France : 290 299 entrées
- Lieux de tournage : Lyon, Trévoux, Paris, Locarno

## Distribution
- Nathalie Baye : Irène Montier-Duval
- Édouard Baer : Darry Marzouki
- Guy Marchand : Pierre Delage
- Maurice Bénichou : Serge
- Bulle Ogier : Madeleine
- Mélanie Bernier : Sonia Yacovlev
- Joeystarr : Max
- Sandrine Le Berre : Carine
- Michel Vuillermoz : Sacha Lombard
- Hippolyte Girardot : l'altermondialiste (L'homme à la chemise blanche)
- Samir Guesmi : L'infirmier n° 1
- Michaël Abiteboul : Le roux
- Maëva Pasquali : l'hôtesse location
- Lauriane Escaffre : Diane
- Aleksandra Yermak : Young nun
- Jeong-hak Park
- Sang-gyu Park